# Olivier Véran
Olivier Véran (Saint-Martin-d'Hères, 22 d'abril de 1980) és un metge i polític francès. Especialitzat en neurologia, és d'ençà del 16 de febrer del 2020 ministre de salut del segon govern Philippe, en substitució d'Agnès Buzyn que es presentava aleshores a les eleccions municipals de París com a candidata de La République en marche !. Ha mantingut el ministeri en el nou govern Jean Castex (3-7-2020).
Va ser anteriorment conseller regional amb el Partit Socialista de la regió Alvèrnia-Roine-Alps a partir del desembre de 2015, i després diputat de la primera circumscripció de l'Isèra el 2017. També va ser a l'Assemblea nacional francesa, a la comissió d'Afers socials de 2017 a 2020.
Responsable de la lluita contra l'expansió de l'epidèmia de coronavirus a França, va alertar el 14 de març del 2020 del perill d'usar antiinflamatoris (com ara l'ibuprofèn o la cortisona) amb els pacients del Covid-19.